# 男與女 (韓國電影)
是2016年2月25日上映的一部韓國愛情片，講述了一對中年男女在芬蘭相遇，相似的經歷讓兩人的心慢慢靠近，最終沉溺于不倫之戀無法自拔的故事。

## 演員

### 主要人物
- 孔劉 飾演 基弘
- 全道嬿 飾演 尚敏

### 其他人物
- 朴秉恩 飾演 安在錫
- 李美素 飾演 文珠
- 朴旻智 飾演 荷靜
- 白相熙 飾演 秀賢
- 盧康民 飾演 鍾華
- 姜智宇 飾演 侑林
- 鄭善敬 飾演 尚熙
- 全益齡 飾演 孝善
- 尹世雅 飾演 世娜
- 閔武濟 飾演 世娜的男友
- 金惠鈺 飾演 文珠的母亲
- 金永善 飾演 熱心大媽
- 鄭順元 飾演 韓室長
- 姜信澈 飾演 基弘的朋友
- 李智勋 飾演 基弘的朋友
- 李相元 饰演 基弘的后辈
- 许亨圭 饰演 施工现场许组长

### 特别出演
- 凱蒂·奧提南 飾演 出租車司機

## 外部連結
- NAVER上《男與女》的資料
- 韩国电影数据库（KMDb）上《男與女》的資料
- 互联网电影数据库（IMDb）上《雪國戀人》的资料（英文）
- 豆瓣电影上《男與女》的資料 （简体中文）
- Box Office Mojo上《男與女》的资料（英文）